# Gabriel Oyola
Gabriel Gastón Oyola Rossi (San Francisco, 25 settembre 1982) è un ex calciatore argentino, di ruolo difensore.